# Colpocephalum zerafae
Colpocephalum zerafae är en insektsart som beskrevs av Ansari 1955. Colpocephalum zerafae ingår i släktet Colpocephalum, och familjen spolätare. Arten är reproducerande i Sverige.